# Ksawery Wakulski
Ksawery Franciszek Wakulski (ur. 2 marca 1843 w Gostyninie, zm. 11 września 1925 w Warszawie) – polski inżynier lądowy, działający m.in. w Peru.

## Życiorys

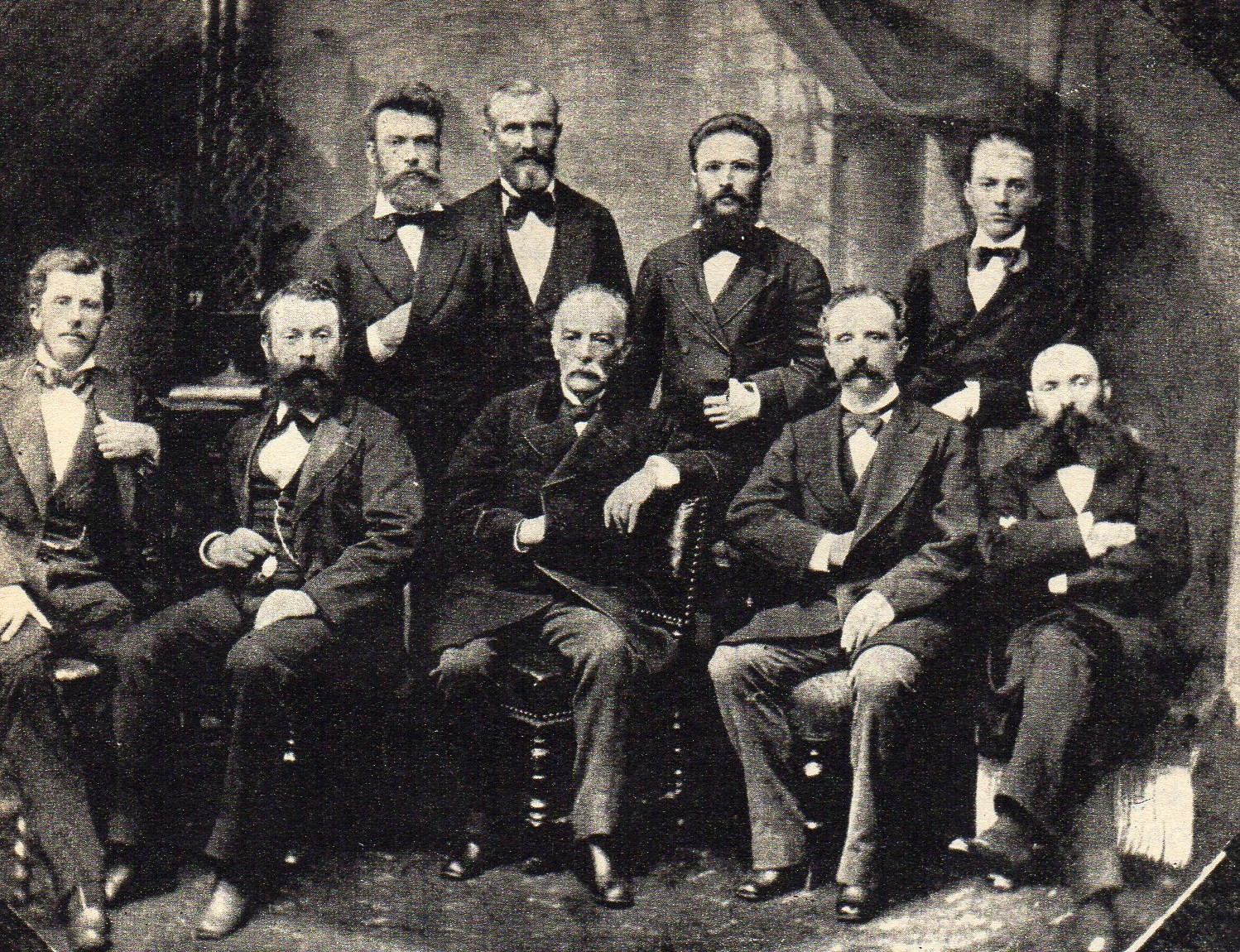
Z grupą polskich inżynierów, od lewej siedzą: Tadeusz Stryjeński, Władysław Folkierski (ojciec), Ernest Malinowski, Edward Jan Habich, Leonard Laskowski, a stoją: Ksawery Wakulski, Aleksander Babiński, Władysław Kluger (inżynier), Jan Sztolcman, Peru (1874)

Gimnazjum ukończył w Suwałkach i w 1863 podjął studia w Szkole Głównej Warszawskiej, po trzech latach uzyskując dyplom magistra nauk matematycznych. Wykształcenie uzupełniał w Paryżu, dyplom inżyniera zdobywając w École des Ponts et Chaussés w 1869 wraz z pierwszą nagrodą. Był w okresie paryskich studiów członkiem polskiego Towarzystwa Nauk Ścisłych. W 1873 za namową Edwarda Habicha wyjechał do Peru i został zatrudniony jako inżynier w służbie rządowej. Doszedł do funkcji naczelnego inżyniera i dyrektora telegrafów peruwiańskich. Współpracował z Habichem w utworzeniu uczelni technicznej w Limie (Escuela de Construcciones Civiles y de Minas del Perú). Był wicedyrektorem uczelni oraz cenionym wykładowcą budowy dróg i mostów oraz wytrzymałości materiałów. Publikował artykuły w języku hiszpańskim na łamach czasopism naukowych – „Anales de los Ingenieros del Perú” i „Anales de los Obras Públicas del Perú”.
Zatroskany o los zmuszonych do emigracji rodaków, Polonię brazylijską zasilił darem kilkuset polskich książek. Jeszcze u schyłku XIX wieku powrócił do Europy; osiadł w Galicji, skąd kierował m.in. budową linii kolejowej Delatyn-Kołomyja-Stefanówka (1899).